# Tour de Corée 2015
La 16e édition du Tour de Corée a eu lieu du 7 au 14 juin 2015. La course fait partie du calendrier UCI Asia Tour 2015 en catégorie 2.1.
L'épreuve a été remportée par l'Australien Caleb Ewan (Orica-GreenEDGE), vainqueur des deuxième, troisième, cinquième et septième étapes, respectivement de quatre et quarante-quatre secondes devant le Néo-Zélandais Patrick Bevin (Avanti Racing), lauréat de la quatrième étape, et son coéquipier le Britannique Adam Blythe.
Ewan gagne également le classement par points ainsi que celui du meilleur jeune, le Sud-Coréen Jang Kyung-gu (Korail) remporte celui de la montagne et la formation néo-zélandaise Avanti Racing s'adjuge le classement par équipes.

## Présentation

### Équipes
Classé en catégorie 2.1 de l'UCI Asia Tour, le Tour de Corée est par conséquent ouvert aux WorldTeams dans la limite de 50 % des équipes participantes, aux équipes continentales professionnelles, aux équipes continentales et aux équipes nationales.
Vingt équipes participent à ce Tour de Corée - une WorldTeam, trois équipes continentales professionnelles, treize équipes continentales et trois équipes nationales :
| UCI WorldTeam   | UCI WorldTeam | UCI WorldTeam |
| Nom de l'équipe | Pays          | Code          |
| --------------- | ------------- | ------------- |
| Orica-GreenEDGE | Australie     | OGE           |

| Équipes continentales professionnelles | Équipes continentales professionnelles | Équipes continentales professionnelles |
| Nom de l'équipe                        | Pays                                   | Code                                   |
| -------------------------------------- | -------------------------------------- | -------------------------------------- |
| Drapac                                 | Australie                              | DPC                                    |
| Nippo-Vini Fantini                     | Italie                                 | NIP                                    |
| Novo Nordisk                           | États-Unis                             | TNN                                    |

| Équipes continentales | Équipes continentales | Équipes continentales |
| Nom de l'équipe       | Pays                  | Code                  |
| --------------------- | --------------------- | --------------------- |
| Avanti Racing         | Nouvelle-Zélande      | ART                   |
| Bridgestone Anchor    | Japon                 | BGT                   |
| Burgos BH             | Espagne               | BUR                   |
| Geumsan Insam Cello   | Corée du Sud          | GIC                   |
| Giant-Champion System | Chine                 | MSS                   |
| JLT Condor            | Royaume-Uni           | JLT                   |
| Korail                | Corée du Sud          | KCT                   |
| KSPO                  | Corée du Sud          | KSP                   |
| Pishgaman Giant       | Iran                  | PKY                   |
| RTS-Santic Racing     | Taipei chinois        | RTS                   |
| Seoul                 | Corée du Sud          | SCT                   |
| Shimano Racing        | Japon                 | SMN                   |
| Tabriz Petrochemical  | Iran                  | TPT                   |

| Équipes nationales               | Équipes nationales | Équipes nationales |
| Nom de l'équipe                  | Pays               | Code               |
| -------------------------------- | ------------------ | ------------------ |
| Équipe nationale de Corée du Sud | Corée du Sud       | KOR                |
| Équipe nationale de Hong Kong    | Hong Kong          | HKG                |
| Équipe nationale de Malaisie     | Malaisie           | MAS                |

## Étapes
| Étape     | Date    | Villes étapes    |                 | Distance (km) | Vainqueur d’étape | Leader du classement général |
| --------- | ------- | ---------------- | --------------- | ------------- | ----------------- | ---------------------------- |
| 1re étape | 7 juin  | Busan - Gumi     | Étape de plaine | 189,1         | Wouter Wippert    | Wouter Wippert               |
| 2e étape  | 8 juin  | Gumi - Muju      | Étape de plaine | 174,4         | Caleb Ewan        | Wouter Wippert               |
| 3e étape  | 9 juin  | Muju - Muju      | Étape de plaine | 99            | Caleb Ewan        | Caleb Ewan                   |
| 4e étape  | 10 juin | Muju - Yeosu     | Étape vallonnée | 207           | Patrick Bevin     | Caleb Ewan                   |
| 5e étape  | 11 juin | Yeosu - Gangjin  | Étape de plaine | 175           | Caleb Ewan        | Caleb Ewan                   |
| 6e étape  | 12 juin | Gangjin - Gunsan | Étape de plaine | 193,7         | Wouter Wippert    | Caleb Ewan                   |
| 7e étape  | 13 juin | Gunsan - Daejeon | Étape de plaine | 145,8         | Caleb Ewan        | Caleb Ewan                   |
| 8e étape  | 14 juin | Séoul - Séoul    | Étape de plaine | 65            | Tino Thömel       | Caleb Ewan                   |

## Déroulement de la course

### 1reétape
| Classement de l'étape | Classement de l'étape | Classement de l'étape | Classement de l'étape            | Classement de l'étape |
|                       | Coureur               | Pays                  | Équipe                           | Temps                 |
| --------------------- | --------------------- | --------------------- | -------------------------------- | --------------------- |
| 1er                   | Wouter Wippert        | Pays-Bas              | Drapac                           | en 4 h 37 min 45 s    |
| 2e                    | Seo Joon-yong         | Corée du Sud          | KSPO                             | m.t                   |
| 3e                    | Park Sung-baek        | Corée du Sud          | KSPO                             | m.t                   |
| 4e                    | Ko Siu Wai            | Hong Kong             | Équipe nationale de Hong Kong    | m.t                   |
| 5e                    | Ho Burr               | Hong Kong             | Équipe nationale de Hong Kong    | m.t                   |
| 6e                    | Vladimir Zagorodny    | Russie                | RTS-Santic Racing                | m.t                   |
| 7e                    | Im Jae-yeon           | Corée du Sud          | Équipe nationale de Corée du Sud | m.t                   |
| 8e                    | Keisuke Kimura        | Japon                 | Shimano Racing                   | m.t                   |
| 9e                    | James Glasspool       | Australie             | Novo Nordisk                     | m.t                   |
| 10e                   | Darío Hernández       | Espagne               | Burgos BH                        | m.t                   |
| modifier              |                       |                       |                                  |                       |

| Classement général | Classement général | Classement général | Classement général               | Classement général |
|                    | Coureur            | Pays               | Équipe                           | Temps              |
| ------------------ | ------------------ | ------------------ | -------------------------------- | ------------------ |
| 1er                | Wouter Wippert     | Pays-Bas           | Drapac                           | en 4 h 37 min 35 s |
| 2e                 | Seo Joon-yong      | Corée du Sud       | KSPO                             | + 4 s              |
| 3e                 | Park Sung-baek     | Corée du Sud       | KSPO                             | + 6 s              |
| 4e                 | Kim Ok-cheol       | Corée du Sud       | Seoul                            | + 7 s              |
| 5e                 | Genki Yamamoto     | Japon              | Nippo-Vini Fantini               | + 8 s              |
| 6e                 | Xue Cheng          | Chine              | Giant-Champion System            | + 9 s              |
| 7e                 | Ko Siu Wai         | Hong Kong          | Équipe nationale de Hong Kong    | + 10 s             |
| 8e                 | Ho Burr            | Hong Kong          | Équipe nationale de Hong Kong    | + 10 s             |
| 9e                 | Vladimir Zagorodny | Russie             | RTS-Santic Racing                | + 10 s             |
| 10e                | Im Jae-yeon        | Corée du Sud       | Équipe nationale de Corée du Sud | + 10 s             |
| modifier           |                    |                    |                                  |                    |

### 2eétape
| Classement de l'étape | Classement de l'étape | Classement de l'étape | Classement de l'étape | Classement de l'étape |
|                       | Coureur               | Pays                  | Équipe                | Temps                 |
| --------------------- | --------------------- | --------------------- | --------------------- | --------------------- |
| 1er                   | Caleb Ewan            | Australie             | Orica-GreenEDGE       | en 4 h 8 min 49 s     |
| 2e                    | Patrick Bevin         | Nouvelle-Zélande      | Avanti Racing         | m.t                   |
| 3e                    | Wouter Wippert        | Pays-Bas              | Drapac                | m.t                   |
| 4e                    | Andrea Peron          | Italie                | Novo Nordisk          | m.t                   |
| 5e                    | Neil Van der Ploeg    | Australie             | Avanti Racing         | m.t                   |
| 6e                    | Seo Joon-yong         | Corée du Sud          | KSPO                  | m.t                   |
| 7e                    | Darío Hernández       | Espagne               | Burgos BH             | m.t                   |
| 8e                    | Mitchell Docker       | Australie             | Orica-GreenEDGE       | m.t                   |
| 9e                    | Gu Yingchuan          | Chine                 | Giant-Champion System | m.t                   |
| 10e                   | Anthony Giacoppo      | Australie             | Avanti Racing         | m.t                   |
| modifier              |                       |                       |                       |                       |

| Classement général | Classement général | Classement général | Classement général            | Classement général |
|                    | Coureur            | Pays               | Équipe                        | Temps              |
| ------------------ | ------------------ | ------------------ | ----------------------------- | ------------------ |
| 1er                | Wouter Wippert     | Pays-Bas           | Drapac                        | en 8 h 46 min 20 s |
| 2e                 | Caleb Ewan         | Australie          | Orica-GreenEDGE               | + 4 s              |
| 3e                 | Seo Joon-yong      | Corée du Sud       | KSPO                          | + 8 s              |
| 4e                 | Patrick Bevin      | Nouvelle-Zélande   | Avanti Racing                 | + 8 s              |
| 5e                 | Park Sung-baek     | Corée du Sud       | KSPO                          | + 10 s             |
| 6e                 | Anthony Giacoppo   | Australie          | Avanti Racing                 | + 11 s             |
| 7e                 | Kim Ok-cheol       | Corée du Sud       | Seoul                         | + 11 s             |
| 8e                 | Neil Van der Ploeg | Australie          | Avanti Racing                 | + 12 s             |
| 9e                 | Genki Yamamoto     | Japon              | Nippo-Vini Fantini            | + 12 s             |
| 10e                | Ho Burr            | Hong Kong          | Équipe nationale de Hong Kong | + 14 s             |
| modifier           |                    |                    |                               |                    |

### 3eétape
| Classement de l'étape | Classement de l'étape | Classement de l'étape | Classement de l'étape         | Classement de l'étape |
|                       | Coureur               | Pays                  | Équipe                        | Temps                 |
| --------------------- | --------------------- | --------------------- | ----------------------------- | --------------------- |
| 1er                   | Caleb Ewan            | Australie             | Orica-GreenEDGE               | en 2 h 28 min 17 s    |
| 2e                    | Patrick Bevin         | Nouvelle-Zélande      | Avanti Racing                 | + 0 s                 |
| 3e                    | Bernard Sulzberger    | Australie             | Drapac                        | + 0 s                 |
| 4e                    | Adam Blythe           | Royaume-Uni           | Orica-GreenEDGE               | + 0 s                 |
| 5e                    | Hossein Askari        | Iran                  | Pishgaman Giant               | + 3 s                 |
| 6e                    | David Lozano          | Espagne               | Novo Nordisk                  | + 3 s                 |
| 7e                    | Amir Zargari          | Iran                  | Pishgaman Giant               | + 3 s                 |
| 8e                    | Ilya Gorodnichev      | Russie                | RTS-Santic Racing             | + 3 s                 |
| 9e                    | Adam Phelan           | Australie             | Drapac                        | + 3 s                 |
| 10e                   | Ho Burr               | Hong Kong             | Équipe nationale de Hong Kong | + 3 s                 |
| modifier              |                       |                       |                               |                       |

| Classement général | Classement général | Classement général | Classement général            | Classement général  |
|                    | Coureur            | Pays               | Équipe                        | Temps               |
| ------------------ | ------------------ | ------------------ | ----------------------------- | ------------------- |
| 1er                | Caleb Ewan         | Australie          | Orica-GreenEDGE               | en 11 h 14 min 31 s |
| 2e                 | Patrick Bevin      | Nouvelle-Zélande   | Avanti Racing                 | + 8 s               |
| 3e                 | Adam Blythe        | Royaume-Uni        | Orica-GreenEDGE               | + 20 s              |
| 4e                 | Anthony Giacoppo   | Australie          | Avanti Racing                 | + 20 s              |
| 5e                 | Kim Ok-cheol       | Corée du Sud       | Seoul                         | + 20 s              |
| 6e                 | Genki Yamamoto     | Japon              | Nippo-Vini Fantini            | + 20 s              |
| 7e                 | Neil Van der Ploeg | Australie          | Avanti Racing                 | + 21 s              |
| 8e                 | Ho Burr            | Hong Kong          | Équipe nationale de Hong Kong | + 23 s              |
| 9e                 | Vladimir Zagorodny | Russie             | RTS-Santic Racing             | + 23 s              |
| 10e                | Ilya Gorodnichev   | Russie             | RTS-Santic Racing             | + 23 s              |
| modifier           |                    |                    |                               |                     |

### 4eétape
| Classement de l'étape | Classement de l'étape | Classement de l'étape | Classement de l'étape | Classement de l'étape |
|                       | Coureur               | Pays                  | Équipe                | Temps                 |
| --------------------- | --------------------- | --------------------- | --------------------- | --------------------- |
| 1er                   | Patrick Bevin         | Nouvelle-Zélande      | Avanti Racing         | en 5 h 19 min 55 s    |
| 2e                    | Caleb Ewan            | Australie             | Orica-GreenEDGE       | m.t                   |
| 3e                    | Adam Blythe           | Royaume-Uni           | Orica-GreenEDGE       | m.t                   |
| 4e                    | Seo Joon-yong         | Corée du Sud          | KSPO                  | m.t                   |
| 5e                    | Wouter Wippert        | Pays-Bas              | Drapac                | m.t                   |
| 6e                    | Tino Thömel           | Allemagne             | RTS-Santic Racing     | m.t                   |
| 7e                    | Park Sung-baek        | Corée du Sud          | KSPO                  | m.t                   |
| 8e                    | Shiki Kuroeda         | Japon                 | Nippo-Vini Fantini    | m.t                   |
| 9e                    | Andrea Peron          | Italie                | Novo Nordisk          | m.t                   |
| 10e                   | Adam Phelan           | Australie             | Drapac                | m.t                   |
| modifier              |                       |                       |                       |                       |

| Classement général | Classement général | Classement général | Classement général            | Classement général  |
|                    | Coureur            | Pays               | Équipe                        | Temps               |
| ------------------ | ------------------ | ------------------ | ----------------------------- | ------------------- |
| 1er                | Caleb Ewan         | Australie          | Orica-GreenEDGE               | en 16 h 34 min 20 s |
| 2e                 | Patrick Bevin      | Nouvelle-Zélande   | Avanti Racing                 | + 4 s               |
| 3e                 | Adam Blythe        | Royaume-Uni        | Orica-GreenEDGE               | + 22 s              |
| 4e                 | Anthony Giacoppo   | Australie          | Avanti Racing                 | + 26 s              |
| 5e                 | Kim Ok-cheol       | Corée du Sud       | Seoul                         | + 26 s              |
| 6e                 | Genki Yamamoto     | Japon              | Nippo-Vini Fantini            | + 26 s              |
| 7e                 | Neil Van der Ploeg | Australie          | Avanti Racing                 | + 27 s              |
| 8e                 | Ho Burr            | Hong Kong          | Équipe nationale de Hong Kong | + 29 s              |
| 9e                 | Vladimir Zagorodny | Russie             | RTS-Santic Racing             | + 29 s              |
| 10e                | Ilya Gorodnichev   | Russie             | RTS-Santic Racing             | + 29 s              |
| modifier           |                    |                    |                               |                     |

### 5eétape
| Classement de l'étape | Classement de l'étape | Classement de l'étape | Classement de l'étape | Classement de l'étape |
|                       | Coureur               | Pays                  | Équipe                | Temps                 |
| --------------------- | --------------------- | --------------------- | --------------------- | --------------------- |
| 1er                   | Caleb Ewan            | Australie             | Orica-GreenEDGE       | en 4 h 8 min 56 s     |
| 2e                    | Patrick Bevin         | Nouvelle-Zélande      | Avanti Racing         | + 0 s                 |
| 3e                    | Andrea Peron          | Italie                | Novo Nordisk          | + 0 s                 |
| 4e                    | Kōhei Uchima          | Japon                 | Bridgestone Anchor    | + 0 s                 |
| 5e                    | Jeong Cheung-gyo      | Corée du Sud          | Korail                | + 2 s                 |
| 6e                    | Jung Ha-jeon          | Corée du Sud          | Seoul                 | + 2 s                 |
| 7e                    | Neil Van der Ploeg    | Australie             | Avanti Racing         | + 2 s                 |
| 8e                    | Shiki Kuroeda         | Japon                 | Nippo-Vini Fantini    | + 2 s                 |
| 9e                    | Amir Zargari          | Iran                  | Pishgaman Giant       | + 2 s                 |
| 10e                   | Lee Ki-suk            | Corée du Sud          | Seoul                 | + 2 s                 |
| modifier              |                       |                       |                       |                       |

| Classement général | Classement général | Classement général | Classement général            | Classement général |
|                    | Coureur            | Pays               | Équipe                        | Temps              |
| ------------------ | ------------------ | ------------------ | ----------------------------- | ------------------ |
| 1er                | Caleb Ewan         | Australie          | Orica-GreenEDGE               | en 20 h 43 min 6 s |
| 2e                 | Patrick Bevin      | Nouvelle-Zélande   | Avanti Racing                 | + 8 s              |
| 3e                 | Adam Blythe        | Royaume-Uni        | Orica-GreenEDGE               | + 34 s             |
| 4e                 | Anthony Giacoppo   | Australie          | Avanti Racing                 | + 38 s             |
| 5e                 | Jung Ha-jeon       | Corée du Sud       | Seoul                         | + 38 s             |
| 6e                 | Genki Yamamoto     | Japon              | Nippo-Vini Fantini            | + 38 s             |
| 7e                 | Neil Van der Ploeg | Australie          | Avanti Racing                 | + 39 s             |
| 8e                 | Ho Burr            | Hong Kong          | Équipe nationale de Hong Kong | + 41 s             |
| 9e                 | Vladimir Zagorodny | Russie             | RTS-Santic Racing             | + 41 s             |
| 10e                | Ilya Gorodnichev   | Russie             | RTS-Santic Racing             | + 41 s             |
| modifier           |                    |                    |                               |                    |

### 6eétape
| Classement de l'étape | Classement de l'étape | Classement de l'étape | Classement de l'étape | Classement de l'étape |
|                       | Coureur               | Pays                  | Équipe                | Temps                 |
| --------------------- | --------------------- | --------------------- | --------------------- | --------------------- |
| 1er                   | Wouter Wippert        | Pays-Bas              | Drapac                | en 4 h 31 min 30 s    |
| 2e                    | Shiki Kuroeda         | Japon                 | Nippo-Vini Fantini    | m.t                   |
| 3e                    | Patrick Bevin         | Nouvelle-Zélande      | Avanti Racing         | m.t                   |
| 4e                    | Seo Joon-yong         | Corée du Sud          | KSPO                  | m.t                   |
| 5e                    | Caleb Ewan            | Australie             | Orica-GreenEDGE       | m.t                   |
| 6e                    | Jeong Cheung-gyo      | Corée du Sud          | Korail                | m.t                   |
| 7e                    | Antonio Viola         | Italie                | Nippo-Vini Fantini    | m.t                   |
| 8e                    | Nicolas Marini        | Italie                | Nippo-Vini Fantini    | m.t                   |
| 9e                    | Tino Thömel           | Allemagne             | RTS-Santic Racing     | m.t                   |
| 10e                   | Kim Hyeon-seok        | Corée du Sud          | KSPO                  | m.t                   |
| modifier              |                       |                       |                       |                       |

| Classement général | Classement général | Classement général | Classement général            | Classement général  |
|                    | Coureur            | Pays               | Équipe                        | Temps               |
| ------------------ | ------------------ | ------------------ | ----------------------------- | ------------------- |
| 1er                | Caleb Ewan         | Australie          | Orica-GreenEDGE               | en 25 h 14 min 36 s |
| 2e                 | Patrick Bevin      | Nouvelle-Zélande   | Avanti Racing                 | + 4 s               |
| 3e                 | Adam Blythe        | Royaume-Uni        | Orica-GreenEDGE               | + 33 s              |
| 4e                 | Jung Ha-jeon       | Corée du Sud       | Seoul                         | + 38 s              |
| 5e                 | Richard Handley    | Royaume-Uni        | JLT Condor                    | + 38 s              |
| 6e                 | Genki Yamamoto     | Japon              | Nippo-Vini Fantini            | + 38 s              |
| 7e                 | Amir Zargari       | Iran               | Pishgaman Giant               | + 39 s              |
| 8e                 | Neil Van der Ploeg | Australie          | Avanti Racing                 | + 39 s              |
| 9e                 | Ho Burr            | Hong Kong          | Équipe nationale de Hong Kong | + 41 s              |
| 10e                | Vladimir Zagorodny | Russie             | RTS-Santic Racing             | + 41 s              |
| modifier           |                    |                    |                               |                     |

### 7eétape
| Classement de l'étape | Classement de l'étape | Classement de l'étape | Classement de l'étape | Classement de l'étape |
|                       | Coureur               | Pays                  | Équipe                | Temps                 |
| --------------------- | --------------------- | --------------------- | --------------------- | --------------------- |
| 1er                   | Caleb Ewan            | Australie             | Orica-GreenEDGE       | en 3 h 16 min 55 s    |
| 2e                    | Patrick Bevin         | Nouvelle-Zélande      | Avanti Racing         | m.t                   |
| 3e                    | Wouter Wippert        | Pays-Bas              | Drapac                | m.t                   |
| 4e                    | Shiki Kuroeda         | Japon                 | Nippo-Vini Fantini    | m.t                   |
| 5e                    | Park Sung-baek        | Corée du Sud          | KSPO                  | m.t                   |
| 6e                    | Bernard Sulzberger    | Australie             | Drapac                | m.t                   |
| 7e                    | Jang Sun-jae          | Corée du Sud          | RTS-Santic Racing     | m.t                   |
| 8e                    | Andrea Peron          | Italie                | Novo Nordisk          | m.t                   |
| 9e                    | Gu Yingchuan          | Chine                 | Giant-Champion System | m.t                   |
| 10e                   | Jeong Eung-seong      | Corée du Sud          | Geumsan Insam Cello   | m.t                   |
| modifier              |                       |                       |                       |                       |

| Classement général | Classement général | Classement général | Classement général            | Classement général  |
|                    | Coureur            | Pays               | Équipe                        | Temps               |
| ------------------ | ------------------ | ------------------ | ----------------------------- | ------------------- |
| 1er                | Caleb Ewan         | Australie          | Orica-GreenEDGE               | en 28 h 31 min 21 s |
| 2e                 | Patrick Bevin      | Nouvelle-Zélande   | Avanti Racing                 | + 8 s               |
| 3e                 | Adam Blythe        | Royaume-Uni        | Orica-GreenEDGE               | + 43 s              |
| 4e                 | Jung Ha-jeon       | Corée du Sud       | Seoul                         | + 48 s              |
| 5e                 | Richard Handley    | Royaume-Uni        | JLT Condor                    | + 48 s              |
| 6e                 | Genki Yamamoto     | Japon              | Nippo-Vini Fantini            | + 48 s              |
| 7e                 | Amir Zargari       | Iran               | Pishgaman Giant               | + 49 s              |
| 8e                 | Damien Monier      | France             | Bridgestone Anchor            | + 49 s              |
| 9e                 | Neil Van der Ploeg | Australie          | Avanti Racing                 | + 49 s              |
| 10e                | Ho Burr            | Hong Kong          | Équipe nationale de Hong Kong | + 51 s              |
| modifier           |                    |                    |                               |                     |

### 8eétape
| Classement de l'étape | Classement de l'étape | Classement de l'étape | Classement de l'étape | Classement de l'étape |
|                       | Coureur               | Pays                  | Équipe                | Temps                 |
| --------------------- | --------------------- | --------------------- | --------------------- | --------------------- |
| 1er                   | Tino Thömel           | Allemagne             | RTS-Santic Racing     | en 1 h 22 min 10 s    |
| 2e                    | Patrick Bevin         | Nouvelle-Zélande      | Avanti Racing         | m.t                   |
| 3e                    | Wouter Wippert        | Pays-Bas              | Drapac                | m.t                   |
| 4e                    | Nicolas Marini        | Italie                | Nippo-Vini Fantini    | m.t                   |
| 5e                    | Caleb Ewan            | Australie             | Orica-GreenEDGE       | m.t                   |
| 6e                    | Seo Joon-yong         | Corée du Sud          | KSPO                  | m.t                   |
| 7e                    | Antonio Viola         | Italie                | Nippo-Vini Fantini    | m.t                   |
| 8e                    | Kim Hyeon-seok        | Corée du Sud          | KSPO                  | m.t                   |
| 9e                    | Jang Sun-jae          | Corée du Sud          | RTS-Santic Racing     | m.t                   |
| 10e                   | Park Sang-hoon        | Corée du Sud          | Seoul                 | m.t                   |
| modifier              |                       |                       |                       |                       |

## Classements finals

### Classement général final
| Classement général | Classement général | Classement général | Classement général | Classement général  |
|                    | Coureur            | Pays               | Équipe             | Temps               |
| ------------------ | ------------------ | ------------------ | ------------------ | ------------------- |
| 1er                | Caleb Ewan         | Australie          | Orica-GreenEDGE    | en 29 h 53 min 28 s |
| 2e                 | Patrick Bevin      | Nouvelle-Zélande   | Avanti Racing      | + 4 s               |
| 3e                 | Adam Blythe        | Royaume-Uni        | Orica-GreenEDGE    | + 44 s              |
| 4e                 | Jung Ha-jeon       | Corée du Sud       | Seoul              | + 51 s              |
| 5e                 | Richard Handley    | Royaume-Uni        | JLT Condor         | + 51 s              |
| 6e                 | Genki Yamamoto     | Japon              | Nippo-Vini Fantini | + 51 s              |
| 7e                 | Neil Van der Ploeg | Australie          | Avanti Racing      | + 52 s              |
| 8e                 | Amir Zargari       | Iran               | Pishgaman Giant    | + 52 s              |
| 9e                 | Travis Meyer       | Australie          | Drapac             | + 52 s              |
| 10e                | Damien Monier      | France             | Bridgestone Anchor | + 52 s              |
| modifier           |                    |                    |                    |                     |

### Classements annexes
| Classement par points | Classement par points | Classement par points | Classement par points | Classement par points |
| --------------------- | --------------------- | --------------------- | --------------------- | --------------------- |
|                       | Coureur               | Pays                  | Équipe                | Point(s)              |
| 1er                   | Caleb Ewan            | Australie             | Orica-GreenEDGE       | 101 points            |
| 2e                    | Patrick Bevin         | Nouvelle-Zélande      | Avanti Racing         | 100 pts               |
| 3e                    | Wouter Wippert        | Pays-Bas              | Drapac                | 80 pts                |
| modifier              |                       |                       |                       |                       |

| Classement de la montagne | Classement de la montagne | Classement de la montagne | Classement de la montagne | Classement de la montagne |
| ------------------------- | ------------------------- | ------------------------- | ------------------------- | ------------------------- |
|                           | Coureur                   | Pays                      | Équipe                    | Point(s)                  |
| 1er                       | Jang Kyung-gu             | Corée du Sud              | Korail                    | 28 points                 |
| 2e                        | Hamid Beikkhormizi        | Iran                      | Pishgaman Giant           | 16 pts                    |
| 3e                        | Gong Hyo-suk              | Corée du Sud              | KSPO                      | 11 pts                    |
| modifier                  |                           |                           |                           |                           |

| Classement du meilleur jeune | Classement du meilleur jeune | Classement du meilleur jeune | Classement du meilleur jeune | Classement du meilleur jeune |
|                              | Coureur                      | Pays                         | Équipe                       | Temps                        |
| ---------------------------- | ---------------------------- | ---------------------------- | ---------------------------- | ---------------------------- |
| 1er                          | Caleb Ewan                   | Australie                    | Orica-GreenEDGE              | en 29 h 53 min 28 s          |
| 2e                           | Jung Ha-jeon                 | Corée du Sud                 | Seoul                        | + 51 s                       |
| 3e                           | Amir Kolahdozhagh            | Iran                         | Tabriz Petrochemical         | + 54 s                       |
| modifier                     |                              |                              |                              |                              |

| Classement par équipes | Classement par équipes | Classement par équipes | Classement par équipes |
|                        | Équipe                 | Pays                   | Temps                  |
| ---------------------- | ---------------------- | ---------------------- | ---------------------- |
| 1re                    | Avanti Racing          | Nouvelle-Zélande       | en 89 h 43 min 1 s     |
| 2e                     | Bridgestone Anchor     | Japon                  | + 3 s                  |
| 3e                     | Seoul                  | Corée du Sud           | + 5 s                  |
| modifier               |                        |                        |                        |

### UCI Asia Tour
Ce Tour de Corée attribue des points pour l'UCI Asia Tour 2015, par équipes seulement aux coureurs des équipes continentales professionnelles et continentales, individuellement à tous les coureurs sauf ceux faisant partie d'une équipe ayant un label WorldTeam.
| Position,          | 1er | 2e | 3e | 4e | 5e | 6e | 7e | 8e | 9e | 10e | 11e | 12e |
| Classement général | 80  | 56 | 32 | 24 | 20 | 16 | 12 | 8  | 7  | 6   | 5   | 3   |
| Par étape          | 16  | 11 | 6  | 5  | 4  | 2  |    |    |    |     |     |     |
| Leader, par étape  | 8   |    |    |    |    |    |    |    |    |     |     |     |

| Cycliste           | Équipe                        | Général | Étape | Leader | Total |
| ------------------ | ----------------------------- | ------- | ----- | ------ | ----- |
| Patrick Bevin      | Avanti Racing                 | 56      | 77    | -      | 133   |
| Wouter Wippert     | Drapac                        | -       | 54    | 16     | 70    |
| Jung Ha-jeon       | Seoul                         | 24      | 2     | -      | 26    |
| Richard Handley    | JLT Condor                    | 20      | -     | -      | 20    |
| Seo Joon-yong      | KSPO                          | -       | 20    | -      | 20    |
| Tino Thömel        | RTS-Santic Racing             | -       | 18    | -      | 18    |
| Shiki Kuroeda      | Nippo-Vini Fantini            | -       | 16    | -      | 16    |
| Genki Yamamoto     | Nippo-Vini Fantini            | 16      | -     | -      | 16    |
| Neil Van der Ploeg | Avanti Racing                 | 12      | -     | -      | 12    |
| Andrea Peron       | Novo Nordisk                  | -       | 11    | -      | 11    |
| Park Sung-baek     | KSPO                          | -       | 10    | -      | 10    |
| Ho Burr            | Équipe nationale de Hong Kong | 5       | 4     | -      | 9     |
| Bernard Sulzberger | Drapac                        | -       | 8     | -      | 8     |
| Amir Zargari       | Pishgaman Giant               | 8       | -     | -      | 8     |
| Travis Meyer       | Drapac                        | 7       | -     | -      | 7     |
| Jeong Cheung-gyo   | Korail                        | -       | 6     | -      | 6     |
| Damien Monier      | Bridgestone Anchor            | 6       | -     | -      | 6     |
| Nicolas Marini     | Nippo-Vini Fantini            | -       | 5     | -      | 5     |
| Ko Siu Wai         | Équipe nationale de Hong Kong | -       | 5     | -      | 5     |
| Kōhei Uchima       | Bridgestone Anchor            | -       | 5     | -      | 5     |
| Vladimir Zagorodny | RTS-Santic Racing             | 3       | 2     | -      | 5     |
| Hossein Askari     | Pishgaman Giant               | -       | 4     | -      | 4     |
| Neil Van der Ploeg | Avanti Racing                 | -       | 4     | -      | 4     |
| David Lozano       | Novo Nordisk                  | -       | 2     | -      | 2     |

## Évolution des classements
| Étape              | Vainqueur          | Classement général | Classement par points | Classement de la montagne | Classement du meilleur jeune | Classement par équipes |
| ------------------ | ------------------ | ------------------ | --------------------- | ------------------------- | ---------------------------- | ---------------------- |
| 1                  | Wouter Wippert     | Wouter Wippert     | Wouter Wippert        | Genki Yamamoto            | Kim Ok-cheol                 | KSPO                   |
| 2                  | Caleb Ewan         | Wouter Wippert     | Wouter Wippert        | Jang Kyung-gu             | Caleb Ewan                   | KSPO                   |
| 3                  | Caleb Ewan         | Caleb Ewan         | Caleb Ewan            | Jang Kyung-gu             | Caleb Ewan                   | Avanti Racing          |
| 4                  | Patrick Bevin      | Caleb Ewan         | Caleb Ewan            | Hamid Beikkhormizi        | Caleb Ewan                   | Avanti Racing          |
| 5                  | Caleb Ewan         | Caleb Ewan         | Caleb Ewan            | Jang Kyung-gu             | Caleb Ewan                   | Avanti Racing          |
| 6                  | Wouter Wippert     | Caleb Ewan         | Caleb Ewan            | Jang Kyung-gu             | Caleb Ewan                   | Avanti Racing          |
| 7                  | Caleb Ewan         | Caleb Ewan         | Caleb Ewan            | Jang Kyung-gu             | Caleb Ewan                   | Avanti Racing          |
| 8                  | Tino Thömel        | Caleb Ewan         | Caleb Ewan            | Jang Kyung-gu             | Caleb Ewan                   | Avanti Racing          |
| Classements finals | Classements finals | Caleb Ewan         | Caleb Ewan            | Jang Kyung-gu             | Caleb Ewan                   | Avanti Racing          |

## Liste des participants
- Liste de départ complète

| Légende                             | Légende                                                                                                  | Légende                                | Légende                                                                                         |
| ----------------------------------- | --- | -------------------------------------- | ----------------------------------------------------------------------------------------------- |
| Num                                 | Dossard de départ porté par le coureur sur ce Tour de Corée                                              | Pos                                    | Position finale au classement général                                                           |
| Leader du classement général        | Indique le vainqueur du classement général                                                               | Leader du classement par points        | Indique le vainqueur du classement par points                                                   |
| Leader du classement de la montagne | Indique le vainqueur du classement de la montagne                                                        | Leader du classement du meilleur jeune | Indique le vainqueur du classement du meilleur jeune                                            |
|                                     | Indique un maillot de champion national ou mondial, suivi de sa spécialité                               | #                                      | Indique la meilleure équipe                                                                     |
| NP                                  | Indique un coureur qui n'a pas pris le départ d'une étape, suivi du numéro de l'étape où il s'est retiré | AB                                     | Indique un coureur qui n'a pas terminé une étape, suivi du numéro de l'étape où il s'est retiré |
| HD                                  | Indique un coureur qui a terminé une étape hors des délais, suivi du numéro de l'étape                   | DSQ                                    | Indique un coureur qui a été disqualifié de la course, suivi du numéro de l'étape               |
| *                                   | Indique un coureur en lice pour le classement du meilleur jeune (coureurs nés après le 1er janvier 1993) |                                        |                                                                                                 |

| Orica-GreenEDGE OGE   | Orica-GreenEDGE OGE   | Orica-GreenEDGE OGE |
| --------------------- | --------------------- | ------------------- |
| Num                   | Coureur               | Pos                 |
| 1                     | Caleb Ewan (AUS)*     | 1er                 |
| 2                     | Adam Blythe (GBR)     | 3e                  |
| 3                     | Mitchell Docker (AUS) | 36e                 |
| 4                     | Leigh Howard (AUS)    | 52e                 |
| 5                     | Jens Mouris (NED)     | 91e                 |
| 6                     | Michael Hepburn (AUS) | 62e                 |
| Directeur sportif : ? |                       |                     |

| Drapac DPC            | Drapac DPC               | Drapac DPC |
| --------------------- | ------------------------ | ---------- |
| Num                   | Coureur                  | Pos        |
| 11                    | William Clarke (AUS)     | 59e        |
| 12                    | Travis Meyer (AUS)       | 9e         |
| 13                    | Adam Phelan (AUS)        | 38e        |
| 14                    | Graeme Brown (AUS)       | 73e        |
| 15                    | Bernard Sulzberger (AUS) | 67e        |
| 16                    | Wouter Wippert (NED)     | 68e        |
| Directeur sportif : ? |                          |            |

| Nippo-Vini Fantini NIP | Nippo-Vini Fantini NIP | Nippo-Vini Fantini NIP |
| ---------------------- | ---------------------- | ---------------------- |
| Num                    | Coureur                | Pos                    |
| 21                     | Manabu Ishibashi (JPN) | 61e                    |
| 22                     | Genki Yamamoto (JPN)   | 6e                     |
| 23                     | Shiki Kuroeda (JPN)    | 48e                    |
| 24                     | Nicolas Marini (ITA)*  | 89e                    |
| 25                     | Antonio Viola (ITA)    | 65e                    |
| 26                     | Didier Chaparro (COL)  | 21e                    |
| Directeur sportif : ?  |                        |                        |

| Novo Nordisk TNN      | Novo Nordisk TNN           | Novo Nordisk TNN |
| --------------------- | -------------------------- | ---------------- |
| Num                   | Coureur                    | Pos              |
| 31                    | Corentin Cherhal (FRA)*    | 75e              |
| 32                    | Gerd de Keijzer (NED)*     | 94e              |
| 33                    | James Glasspool (AUS)      | 71e              |
| 34                    | David Lozano (ESP)         | 35e              |
| 35                    | Andrea Peron (ITA)         | 30e              |
| 36                    | Christopher Williams (AUS) | 80e              |
| Directeur sportif : ? |                            |                  |

| Avanti Racing # ART   | Avanti Racing # ART         | Avanti Racing # ART |
| --------------------- | --------------------------- | ------------------- |
| Num                   | Coureur                     | Pos                 |
| 41                    | Fraser Gough (NZL)*         | 83e                 |
| 42                    | Anthony Giacoppo (AUS)      | 32e                 |
| 43                    | Mitchell Lovelock-Fay (AUS) | 95e                 |
| 44                    | Joseph Cooper (NZL) (Route) | 47e                 |
| 45                    | Patrick Bevin (NZL)         | 2e                  |
| 46                    | Neil Van der Ploeg (AUS)    | 7e                  |
| Directeur sportif : ? |                             |                     |

| Bridgestone Anchor BGT | Bridgestone Anchor BGT | Bridgestone Anchor BGT |
| ---------------------- | ---------------------- | ---------------------- |
| Num                    | Coureur                | Pos                    |
| 51                     | Thomas Lebas (FRA)     | 49e                    |
| 52                     | Damien Monier (FRA)    | 10e                    |
| 53                     | Sho Hatsuyama (JPN)    | 27e                    |
| 54                     | Takero Terasaki (JPN)  | 22e                    |
| 55                     | Kōhei Uchima (JPN)     | 44e                    |
| 56                     | Kazuo Inoue (JPN)      | 58e                    |
| Directeur sportif : ?  |                        |                        |

| Burgos BH BUR         | Burgos BH BUR             | Burgos BH BUR |
| --------------------- | ------------------------- | ------------- |
| Num                   | Coureur                   | Pos           |
| 61                    | Víctor Martín (ESP)       | NP-3          |
| 62                    | Juan Carlos Riutort (ESP) | NP-3          |
| 63                    | Darío Hernández (ESP)     | NP-3          |
| 64                    | Ibai Salas (ESP)          | AB-1          |
| 65                    | Sebastián Mascaro (ESP)   | NP-3          |
| 66                    | Pablo Torres (ESP)        | NP-3          |
| Directeur sportif : ? |                           |               |

| Geumsan Insam Cello GIC | Geumsan Insam Cello GIC | Geumsan Insam Cello GIC |
| ----------------------- | ----------------------- | ----------------------- |
| Num                     | Coureur                 | Pos                     |
| 71                      | Yoo Ki-hong (KOR)       | AB-2                    |
| 72                      | Choe Hyeong-min (KOR)   | NP-3                    |
| 73                      | Jeong Eung-seong (KOR)  | 78e                     |
| 74                      | Kim Sang-pyo (KOR)*     | AB-3                    |
| 75                      | Jung Ji-min (KOR)       | 50e                     |
| 76                      | Seo Min-seok (KOR)*     | 74e                     |
| Directeur sportif : ?   |                         |                         |

| Giant-Champion System MSS | Giant-Champion System MSS | Giant-Champion System MSS |
| ------------------------- | ------------------------- | ------------------------- |
| Num                       | Coureur                   | Pos                       |
| 81                        | Liu Hao (CHN)             | 86e                       |
| 82                        | Xue Chaohua (CHN)         | 82e                       |
| 83                        | Gu Yingchuan (CHN)*       | 34e                       |
| 84                        | Qin Chenlu (CHN)          | 17e                       |
| 85                        | Xue Cheng (CHN)           | AB-3                      |
| 86                        | Shen Pingan (CHN)*        | 56e                       |
| Directeur sportif : ?     |                           |                           |

| JLT Condor JLT        | JLT Condor JLT             | JLT Condor JLT |
| --------------------- | -------------------------- | -------------- |
| Num                   | Coureur                    | Pos            |
| 91                    | Michael Cuming (GBR)       | 55e            |
| 92                    | Edward Laverack (GBR)*     | 43e            |
| 93                    | Richard Handley (GBR)      | 5e             |
| 94                    | Luke Grivell-Mellor (GBR)* | 90e            |
| 95                    | Joseph Moses (GBR)*        | AB-3           |
| 96                    | Thomas Moses (GBR)         | 13e            |
| Directeur sportif : ? |                            |                |

| Korail KCT            | Korail KCT             | Korail KCT |
| --------------------- | ---------------------- | ---------- |
| Num                   | Coureur                | Pos        |
| 101                   | Lee Wong-jae (KOR)     | AB-5       |
| 102                   | Jang Kyung-gu (KOR)    | 31e        |
| 103                   | Jeong Cheung-gyo (KOR) | 45e        |
| 104                   | Lee Seung-kwon (KOR)*  | 92e        |
| 105                   | Min Sunki (KOR)*       | 93e        |
| 106                   | Park Jun (KOR)*        | 72e        |
| Directeur sportif : ? |                        |            |

| KSPO KSP              | KSPO KSP                    | KSPO KSP |
| --------------------- | --------------------------- | -------- |
| Num                   | Coureur                     | Pos      |
| 111                   | Park Sung-baek (KOR)        | 77e      |
| 112                   | Yeon Je-sung (KOR)          | 63e      |
| 113                   | Seo Joon-yong (KOR) (Route) | 39e      |
| 114                   | Kwon Soon-young (KOR)*      | 46e      |
| 115                   | Gong Hyo-suk (KOR)          | 96e      |
| 116                   | Kim Hyeon-seok (KOR)*       | 40e      |
| Directeur sportif : ? |                             |          |

| Pishgaman Giant PKY   | Pishgaman Giant PKY      | Pishgaman Giant PKY |
| --------------------- | ------------------------ | ------------------- |
| Num                   | Coureur                  | Pos                 |
| 121                   | Arvin Moazemi (IRI)      | 20e                 |
| 122                   | Amir Zargari (IRI)       | 8e                  |
| 123                   | Rahim Ememi (IRI)        | 28e                 |
| 124                   | Hossein Askari (IRI)     | 26e                 |
| 125                   | Ramin Mehrabani (IRI)    | 29e                 |
| 126                   | Hamid Beikkhormizi (IRI) | 69e                 |
| Directeur sportif : ? |                          |                     |

| RTS-Santic Racing RTS | RTS-Santic Racing RTS    | RTS-Santic Racing RTS |
| --------------------- | ------------------------ | --------------------- |
| Num                   | Coureur                  | Pos                   |
| 131                   | Boris Shpilevsky (RUS)   | AB-3                  |
| 132                   | Vladimir Zagorodny (RUS) | 12e                   |
| 133                   | Jang Sun-jae (KOR)       | 33e                   |
| 134                   | Ilya Gorodnichev (RUS)   | 24e                   |
| 135                   | Tino Thömel (GER)        | 64e                   |
| 136                   | Park Sang-hong (KOR)     | 84e                   |
| Directeur sportif : ? |                          |                       |

| Seoul SCT             | Seoul SCT             | Seoul SCT |
| --------------------- | --------------------- | --------- |
| Num                   | Coureur               | Pos       |
| 141                   | Lee Ki-suk (KOR)      | 23e       |
| 142                   | Kim Do-hyeong (KOR)   | 57e       |
| 143                   | Park Sang-hoon (KOR)* | 42e       |
| 144                   | Kim Ok-cheol (KOR)*   | 41e       |
| 145                   | Jung Ha-jeon (KOR)*   | 4e        |
| 146                   | Choe Geeniyoung (KOR) | 15e       |
| Directeur sportif : ? |                       |           |

| Shimano Racing SMN    | Shimano Racing SMN     | Shimano Racing SMN |
| --------------------- | ---------------------- | ------------------ |
| Num                   | Coureur                | Pos                |
| 151                   | Shotaro Iribe (JPN)    | 54e                |
| 152                   | Yuya Akimaru (JPN)     | 19e                |
| 153                   | Keisuke Kimura (JPN)   | 87e                |
| 154                   | Kota Yokoyama (JPN)*   | 76e                |
| 155                   | Takahiro Koyama (JPN)* | HD-3               |
| 156                   |                        |                    |
| Directeur sportif : ? |                        |                    |

| Tabriz Petrochemical TPT | Tabriz Petrochemical TPT        | Tabriz Petrochemical TPT |
| ------------------------ | ------------------------------- | ------------------------ |
| Num                      | Coureur                         | Pos                      |
| 161                      | Mahdi Sohrabi (IRI)             | NP-2                     |
| 162                      | Ghader Mizbani (IRI)            | 25e                      |
| 163                      | Amir Kolahdozhagh (IRI)*        | 16e                      |
| 164                      | Samad Poor Seiedi (IRI)         | 37e                      |
| 165                      | Behnam Khalilikhosroshahi (IRI) | 66e                      |
| 166                      | Behnam Maleki (IRI) (Route)     | 14e                      |
| Directeur sportif : ?    |                                 |                          |

| Équipe nationale de Hong Kong HKG | Équipe nationale de Hong Kong HKG | Équipe nationale de Hong Kong HKG |
| --------------------------------- | --------------------------------- | --------------------------------- |
| Num                               | Coureur                           | Pos                               |
| 171                               | Cheung King Lok (HKG)             | HD-3                              |
| 172                               | Leung Chun Wing (HKG)*            | 53e                               |
| 173                               | Ko Siu Wai (HKG)                  | 60e                               |
| 174                               | Ho Burr (HKG)                     | 11e                               |
| 175                               | Cheung King Wai (HKG)             | 79e                               |
| 176                               | Mow Ching Ying (HKG)*             | 81e                               |
| Directeur sportif : ?             |                                   |                                   |

| Équipe nationale de Corée du Sud KOR | Équipe nationale de Corée du Sud KOR | Équipe nationale de Corée du Sud KOR |
| ------------------------------------ | ------------------------------------ | ------------------------------------ |
| Num                                  | Coureur                              | Pos                                  |
| 181                                  | Choi Seung-woo (KOR)                 | 51e                                  |
| 182                                  | Park Keon-woo (KOR)                  | 88e                                  |
| 183                                  | Im Jae-yeon (KOR)                    | HD-3                                 |
| 184                                  | Shin Don-gin (KOR)*                  | 70e                                  |
| 185                                  | Choi Dong-hyeok (KOR)*               | AB-3                                 |
| 186                                  | Min Kyeong-ho (KOR)*                 | 18e                                  |
| Directeur sportif : ?                |                                      |                                      |

| Équipe nationale de Malaisie MAS | Équipe nationale de Malaisie MAS | Équipe nationale de Malaisie MAS |
| -------------------------------- | -------------------------------- | -------------------------------- |
| Num                              | Coureur                          | Pos                              |
| 191                              | Loh Sea Keong (MAS)              | 85e                              |
| 192                              | Suhardi Hassan (MAS)             | AB-3                             |
| 193                              | Ameer Ahmad Kamal (MAS)*         | AB-5                             |
| 194                              | Afiq Huznie Othman (MAS)*        | DSQ-2                            |
| 195                              | Ahnad Fuat Fahmi (MAS)*          | AB-3                             |
| 196                              | Muhamad Zawawi Azman (MAS)*      | DSQ-2                            |
| Directeur sportif : ?            |                                  |                                  |